# Caumont-l'Éventé (tổng)
Tổng Caumont-l'Éventé là một tổng thuộc tỉnh Calvados trong vùng Normandie.
Tổng này được tổ chức xung quanh Caumont-l'Éventé ở quận Bayeux. Độ cao khu vực này dao động từ 57 m (Hottot-les-Bagues) đến 247 m (Caumont-l'Éventé) với độ cao trung bình 154 m.

## Hành chính
| Danh sách các ủy viên                  |           |                     |      |                               |
| Giai đoạn                              | Giai đoạn | Tên                 | Đảng | Tư cách                       |
| 1998                                   | actuel    | Sylvie Lenourrichel | DVD  | Thị trưởng La Lande-sur-Drôme |
| Tất cả các dữ liệu trước đây không rõ. |           |                     |      |                               |

## Các đơn vị trực thuộc
Tổng Caumont-l'Éventé gồm 14 xã với dân số 5 713 người (điều tra dân số năm 1999, dân số không tính trùng)
| Xã                      | Dân số | Mã bưu chính | Mã insee |
| ----------------------- | ------ | ------------ | -------- |
| Anctoville              | 905    | 14240        | 14011    |
| Caumont-l'Éventé        | 1 192  | 14240        | 14143    |
| Cormolain               | 356    | 14240        | 14182    |
| Foulognes               | 177    | 14240        | 14282    |
| Hottot-les-Bagues       | 470    | 14250        | 14336    |
| La Lande-sur-Drôme      | 59     | 14240        | 14350    |
| Livry                   | 705    | 14240        | 14372    |
| Longraye                | 206    | 14250        | 14376    |
| Saint-Germain-d'Ectot   | 275    | 14240        | 14581    |
| Sainte-Honorine-de-Ducy | 116    | 14240        | 14590    |
| Sallen                  | 234    | 14240        | 14664    |
| Sept-Vents              | 361    | 14240        | 14672    |
| Torteval-Quesnay        | 359    | 14240        | 14695    |
| La Vacquerie            | 298    | 14240        | 14722    |

## Biến động dân số
| 1962                                                     | 1968  | 1975  | 1982  | 1990  | 1999  |
| -------------------------------------------------------- | ----- | ----- | ----- | ----- | ----- |
| 6 354                                                    | 5 948 | 5 488 | 5 573 | 5 577 | 5 713 |
| Nombre retenu à partir de 1962 : dân số không tính trùng |       |       |       |       |       |